# Jean Roux (linguiste)
Pour les articles homonymes, voir Jean Roux et Roux.
Jean Roux (Joan Ros en occitan), né à Nîmes en 1950, est un linguiste, écrivain et traducteur français de langue occitane. Il est spécialiste du nord-occitan de la région Auvergne-Rhône-Alpes et notamment les parlers occitans auvergnats.
Ses recherches s'effectuent dans le cadre ou en partenariat avec les universités Paul-Valéry de Montpellier, l'Université catholique de Lyon ou encore l'Institut d'études occitanes et la région Auvergne-Rhône-Alpes.
Il est président de l'Institut d'études occitanes de la région Auvergne-Rhône-Alpes après avoir été celui de la Haute-Loire.

## Recherches et travaux

### Recherches en linguistique
Jean Roux est une des figures de la langue occitane en Auvergne,, il maîtrise depuis son enfance à la fois l'occitan auvergnat mais également le francoprovençal (dialecte savoyard).

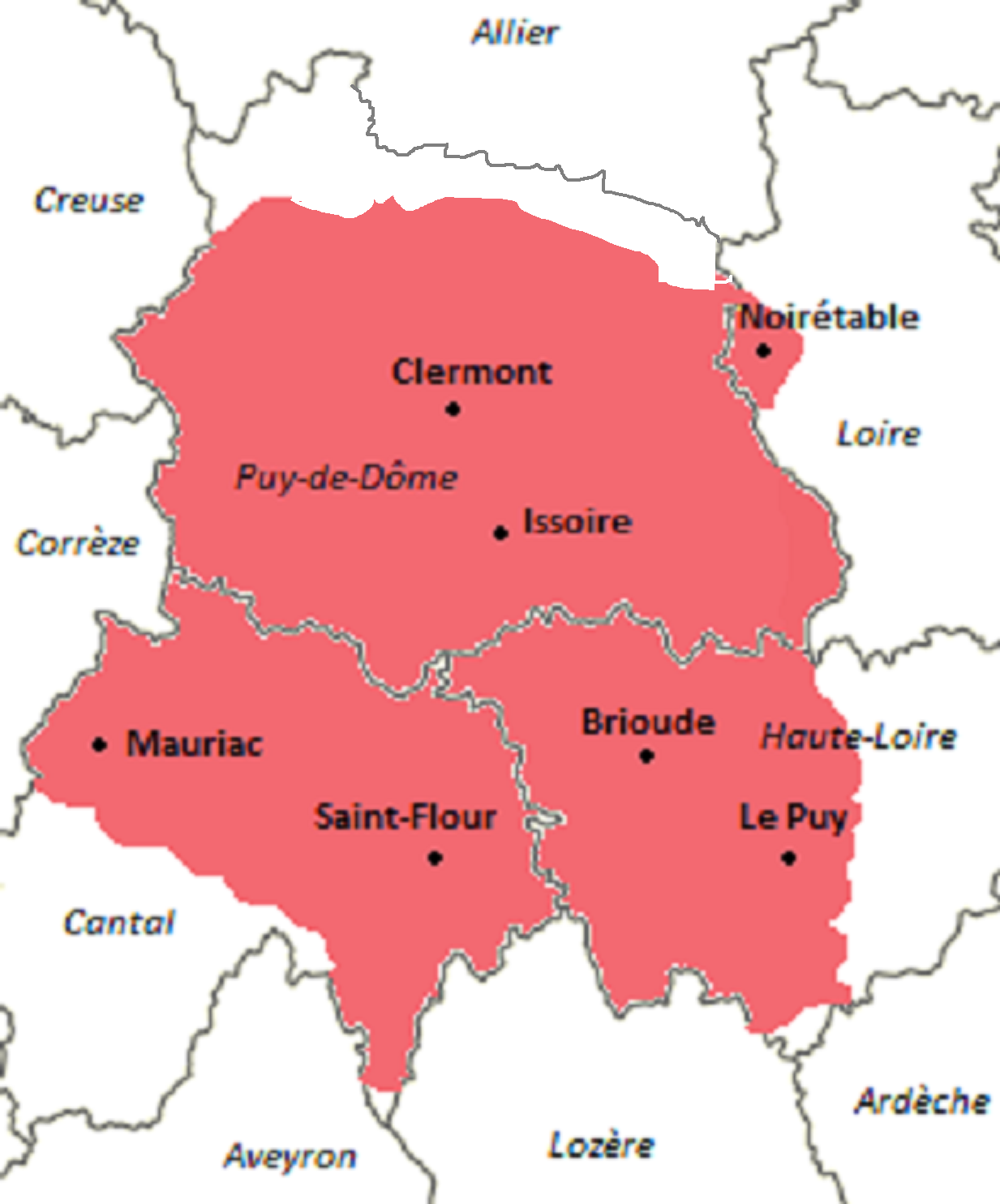
Aire linguistique de l'occitan auvergnat selon Jean Roux à travers son ouvrage L'auvergnat de poche (Assimil).
« Avec le Forez à l'est, la limite est assez tranchée, exception faite de la zone de Noirétable. À l'ouest de l'Allier, avec Ébreuil et Gannat, ils débordent un peu sur le Bourbonnais. Avec les autres parlers occitans, les transitions sont insensibles, que cela soit vis-à-vis du limousin (bien malin qui peut trouvé la limite), comme au travers du Velay [...] »

Jean Roux est rattaché à l'Université Paul-Valéry de Montpellier. Il est un des membres de l'Institut d'études occitanes mais aussi membre du comité scientifique du Conseil Permanent de la Langue Occitane (« Lo Congrès permanent de la lenga occitana »). Il fait partie d'un réseau de défense et promotion des Calandretas en Auvergne et Velay,. Il donne régulièrement des conférences et communication sur l'occitan en Auvergne.
Jean Roux précise dans son ouvrage aux éditions Assimil et concernant le vocable auvergnat « C'est par simplification que l'on utilise ce vocable, car en aucun cas l'auvergnat ne peut être considéré comme une entité linguistique autonome. ». Il rejoint en cela les chercheurs en linguistique spécialisés sur le domaine nord-occitan comme Roger Teulat.
Il effectue de nombreux travaux sur les parlers occitans de la région Auvergne-Rhône-Alpes (Auvergne, Velay, Dauphiné). Il a réalisé et soutenu en 2020 une thèse sur la littérature occitane en Auvergne au début du XXe siècle.
Il est chargé en 2014 par la nouvelle région d'établir une compilation de textes en occitan de la nouvelle région, ce qui aboutit à la publication en 2016 de son ouvrage Huit siècles de littérature occitane en Auvergne et Velay,,. Il mène dans cette même optique des recherches et enquêtes linguistiques de terrain notamment en Haute-Loire.
Parmi les résultats de ces dernières, il découvrit des contes et légendes inédites en occitan. Ils sont publiés en 2018 par l'Université catholique de Lyon dans un ouvrage collectif également réalisé dans le cadre de la région Auvergne-Rhône-Alpes et sous la direction du linguiste Jean-Baptiste Martin, Le Trésor des fables d'Auvergne-Rhône-Alpes en occitan et en francoprovençal.
Plus particulièrement spécialisé dans la littérature, il est le biographe de l'auteur et militant républicain du XIXe siècle, Charles-Antoine Ravel,,.
En 2020, il soutient à l'Université de Montpellier Paul-Valéry une thèse en études occitanes consacrée à la renaissance d’une langue occitane littéraire en Auvergne au début du XXe siècle, au travers des œuvres de Benezet Vidal et Henri Gilbert.

### Auteur et écrivain
Il est un traducteur en occitan auvergnat de nombreux textes comme La Ferme des Animaux de George Orwell ou encore Nous autres de l'auteur russe Ievgueni Zamiatine. Un des principaux intérêts de ces deux textes est d'offrir une littérature universelle en occitan, qui plus est qui dénonce les régimes dictatoriaux et le fascisme.

### Ouvrages
Liste des livres publiés par l'auteur et triés par ordre chronologique (du plus ancien au plus récent).
Recherches en linguistique
- (oc) Ieu, parle occitan, Escòla occitana d'estiu, Piquebol, 1983.
- Vocabulaire occitan d'Auvergne et du Velay, Institut d'études Occitanes, Aurillac, 1984,  (ISBN 2-85910-017-2).
- (fr + oc) L'auvergnat de poche, Assimil, coll. « Assimil évasion », Chennevières-sur-Marne, 2002, 246 p.  (ISBN 2-7005-0319-8),  (ISSN 1281-7554), (BNF 38860579)
- Huit siècles de littérature occitane en Auvergne et Velay, éditions EMCC, Lyon, 2015  (ISBN 978-2-357405-09-7).
- Œuvres en occitan d'un Républicain auvergnat (1798-1860), éditions EMCC, Lyon, 2016,  (ISBN 978-2-35740-517-2), (BNF 45300925)
- « Morphologie verbale dans le parler occitan de Saugues », Cahiers de la Haute-Loire, Le Puy-en-Velay,‎ 2017, p. 243-286[23]
- (dir. Jean-Baptiste Martin, collectif) Trésor des fables d'Auvergne-Rhône-Alpes en occitan, Université Catholique de Lyon / EMCC, Lyon, 2018  (ISBN 978-2-35740-531-8)
- De la renaissance d'une langue occitane littéraire en Auvergne au début du XXe siècle, au travers des œuvres de Benezet Vidal et Henri Gilbert. (Thèse en études occitanes sous la direction d'Hervé Lieutard), Montpellier, Université Paul-Valéry, 2021, 854 p. (HAL tel-03264341, lire en ligne)Jury composé d'Hervé Lieutard, Philippe Martel, Estelle Retali-Medori, Michela Russo, Patrick Sauzet
- « Henri Gilbert écrivain érudit de langue occitane en Brivadois », Almanach de Brioude, Brioude,‎ 2022.
- [Médicis] Vincent Surrel, Jean-Baptiste Martin, Martin de Framond et Jean Roux (préf. Philippe Martel), Lo libre de ma privada : le livre de raison d’Etienne Médicis et continuateurs (XVIe siècle), Le Puy-en-Velay, Cahiers de la Haute-Loire, 2025, 554 p. (ISBN 978-2-9549851-5-2, présentation en ligne)

Œuvre littéraire
- (oc) Lo secrèt de Mineta, Institut d'études Occitanes, 1985,  (ISBN 2-85910-014-8).
- (oc) Champeiradas, Institut d'études Occitanes, collection « A tots », 2005,  (ISBN 2-85910-361-9).
- (oc) Ciutats, Institut d'études Occitanes, collection « A tots », 2008,  (ISBN 978-2-85910-436-8).
- (oc) La Bòria delh bestial, Traduction de La Ferme des Animaux de George Orwell, edicions Ostal del Libre, Aurillac, 2013,  (ISBN 978-2-914662-20-8).
- (oc) Nosautres, Traduction de Nous autres de Ievgueni Zamiatine, Letras d'òc, Toulouse, 2017  (ISBN 978-2-37863-004-1)[24].